# قائمة الاختراعات والاكتشافات الأرمنية
تحتوي القائمة التالية على الاختراعات والاكتشافات البارزة التي قام بها الشعب الأرميني.

## هندسة الطيران
- طائرة ميكويان النفاثة التي طورها أرتم ميكويان
- لوناخود 1، أول مركبة استكشاف فضائية طورها ألكسندر كيموردجيان
- طائرة سوخوي النفاثة التي طورها ميخائيل بوجوسيان[1]
- تم تطوير المركبة الفضائية آر-7 سيميوركا وسويوز بواسطة Andronik Iosifyan

## علوم الكومبيوتر
- نظام تشغيل ماك أو إس تم تطويره بواسطة أفي تيفانيان[2]
- حواسيب Elbrus الفائقة التي طورها بوريس بابايان[3]
- خوارزمية سطح ناقص طورها ليونيد خاشيان
- شارك في تأسيس ريديت أليكسيس أوهانيان

## الرياضيات
- تم تطوير الجبر التجريدي الحديث بواسطة إميل أرتين
- أول عمليات حسابية أولية معروفة طورها أنانيا شيراكاتسي
- نظرية ميرجليان التي طورها سيرجي ميرجليان

## طب
- التصوير بالرنين المغناطيسي اخترعه رايموند داماديان.
- اخترع فارازتاد كازانجيان الجراحة التجميلية الحديثة
- اخترع ميشيل تير بوجوسيان التصوير المقطعي بالإصدار البوزيتروني.
- أول لقاح مرخص لفيروس روتا طوره ألبرت كابيكيان

## الفيزياء
- أول مفاعل نووي يعمل بالماء الثقيل في أوروبا طوره أبرام عليخانوف
- تم تطوير السنكروترون U-70 بواسطة أبرام عليخانوف
- معهد الفيزياء النظرية والتجريبية أسسه أبرام عليخانوف
- الفيزياء الفلكية النظرية في الاتحاد السوفيتي شارك في تأسيسها فيكتور أمبارتسوميان
- أثقل العناصر في الجدول الدوري مثل أوغانيسون التي اكتشفها Yuri Oganessian
- كرسي فيزياء الجسيمات الأولية في معهد موسكو للفيزياء والتكنولوجيا الذي أسسته كارين تير مارتيروسيان
- أول رؤوس حربية نووية سوفيتية للصواريخ الباليستية طورتها شركة Samvel Kocharyants
- المجرات الماركارية - اكتشاف الأشعة فوق البنفسجية من المجرات البعيدة وتصنيف العديد من المجرات الأخرى بواسطة عالم الفيزياء الفلكية- بنيامين ماركاريان

## آخر
- التلفزيون الملون شارك في وضعها من قبل هوفانس آداميان
- ماكينة الصراف الآلي شارك في وضعها من قبل لوثر سيمجيان
- BTA-6 تلسكوب وضعتها Bagrat Ioannisiani
- زيلدجيان الصنج التي وضعتها شركة زيلدجيان
- يؤدي بصوته نغمات التصوير اخترعها سيميون يؤدي بصوته نغمات
- النشيد من الاتحاد السوفياتي شارك في تأليف غابرييل El-ريجستان
- سيبر الرقص ألحان آرام خاتشاتوريان
- البيولوجيا الفلكية شارك في تأسيسه من قبل Norair Sisakian
- السوفياتي الأسلحة الكيميائية شارك في وضعها من قبل إيفان كنونيانتس
- مصفاة النفط الحديثة التي اخترعها إغناسي
- السوفياتي الآيس كريم اخترعها انستاس ميكويان[4]
- الرسوم المتحركة السوفياتي الفن شارك في تأسيسه من قبل ليف اتامانوف